# Типин
Типин (Типін, пол. Typin) — село в Польщі, у гміні Томашів Томашівського повіту Люблінського воєводства. Лежить на Закерзонні (в історичному Надсянні). Населення — 414 осіб (2011).

## Історія
Вперше згадується 1409 року як власницька оселя. 1472 року вперше згадується православна церква у селі.
За даними етнографічної експедиції 1869—1870 років під керівництвом Павла Чубинського, у селі переважно проживали греко-католики, усе населення розмовляло українською мовою.
У липні-серпні 1938 року польська влада зруйнувала в Типині українську церкву.
За німецької окупації 1939—1944 років у селі діяла українська школа. У 1943 році в селі проживало 375 українців i 612 поляків.
У 1975—1998 роках село належало до Замойського воєводства.

## Населення
Демографічна структура станом на 31 березня 2011 року:
|          | Загалом | Допрацездатний вік | Працездатний вік | Постпрацездатний вік |
| -------- | ------- | ------------------ | ---------------- | -------------------- |
| Чоловіки | 191     | 42                 | 114              | 35                   |
| Жінки    | 223     | 54                 | 106              | 63                   |
| Разом    | 414     | 96                 | 220              | 98                   |